# L'acteur en retard
L'acteur en retard er en fransk stumfilm fra 1908 af Georges Méliès.